# Lübecker Ruder-Gesellschaft von 1885
Die Lübecker Ruder-Gesellschaft von 1885 (LRG) ist ein Sportverein aus Lübeck.

## Geschichte und Lage

Erstes Bootshaus der LRG, erbaut 1902, abgebrochen 1979

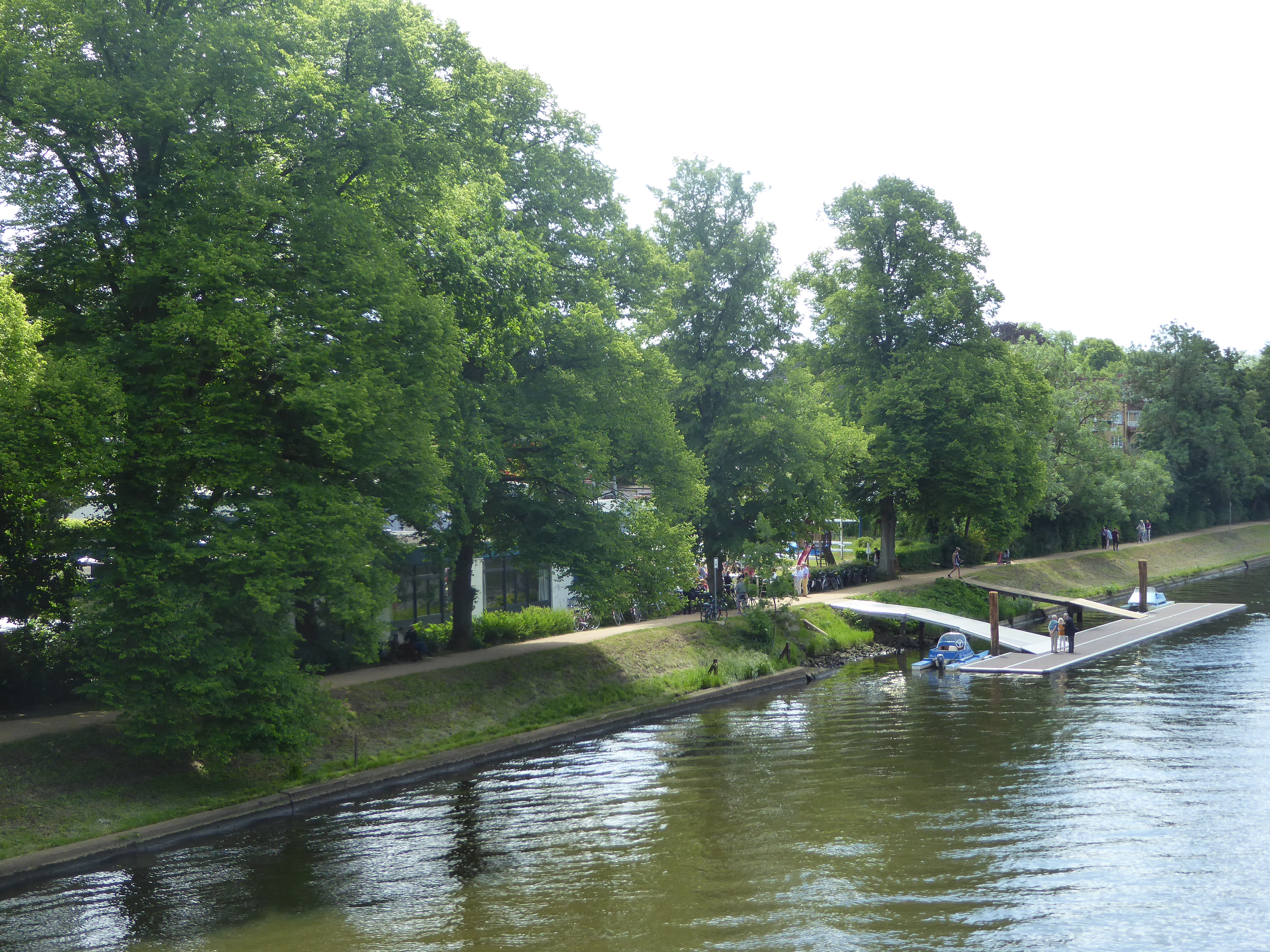
Bootshaus und Steg am Elbe-Lübeck-Kanal

Die Ruder-Gesellschaft wurde am 25. Februar 1885 gegründet. Sie entstand aus der seit 1866 bestehenden und 1884 aufgelösten Ruderabteilung der Lübecker Turnerschaft und übernahm deren Boote. 1898 hatte die Gesellschaft 208 Mitglieder, von denen 65 aktiv ruderten, und 16 Boote. Eine prägende Gestalt der Anfangsjahre war der Kaufmann Ernst Boie (1863–1930), der 1924 zum Ehrenvorsitzenden ernannt wurde. Die LRG war bis ins 20. Jahrhundert exklusiv bürgerlich geprägt.  Als Alternative, die auch Handwerker und Arbeiter aufnahm, entstand 1907 der Lübecker Ruder-Klub (LRK). Ebenfalls 1907 gründete sich mit der Lübecker Frauen-Ruder-Gesellschaft (LFRG) der älteste Frauenruderverein Deutschlands. 
Das erste Bootshaus war nahe der Wielandbrücke an der Trave; seit 1900 befindet sich das Bootshaus am Elbe-Lübeck-Kanal südlich der Rehderbrücke an der Hüxtertorallee.  Das Bootshaus beherbergt auch die Ruderrriegen des Johanneums, der Oberschule zum Dom und der Thomas-Mann-Schule. Das Ruderrevier reicht von der Schleuse in Büssau bis zur Ostsee. Seit Beginn wird sowohl Rennrudern als auch Wanderrudern betrieben. Anfang der 1920er Jahre war die LRG ein Gründungsmitglied des Lübecker Regatta Vereins. Der Verein veranstaltet jährlich im Frühjahr eine Regatta mit überregionaler Ausstrahlung.
Die Vereinsfarben sind blau-weiß.

## Bekannte Sportler

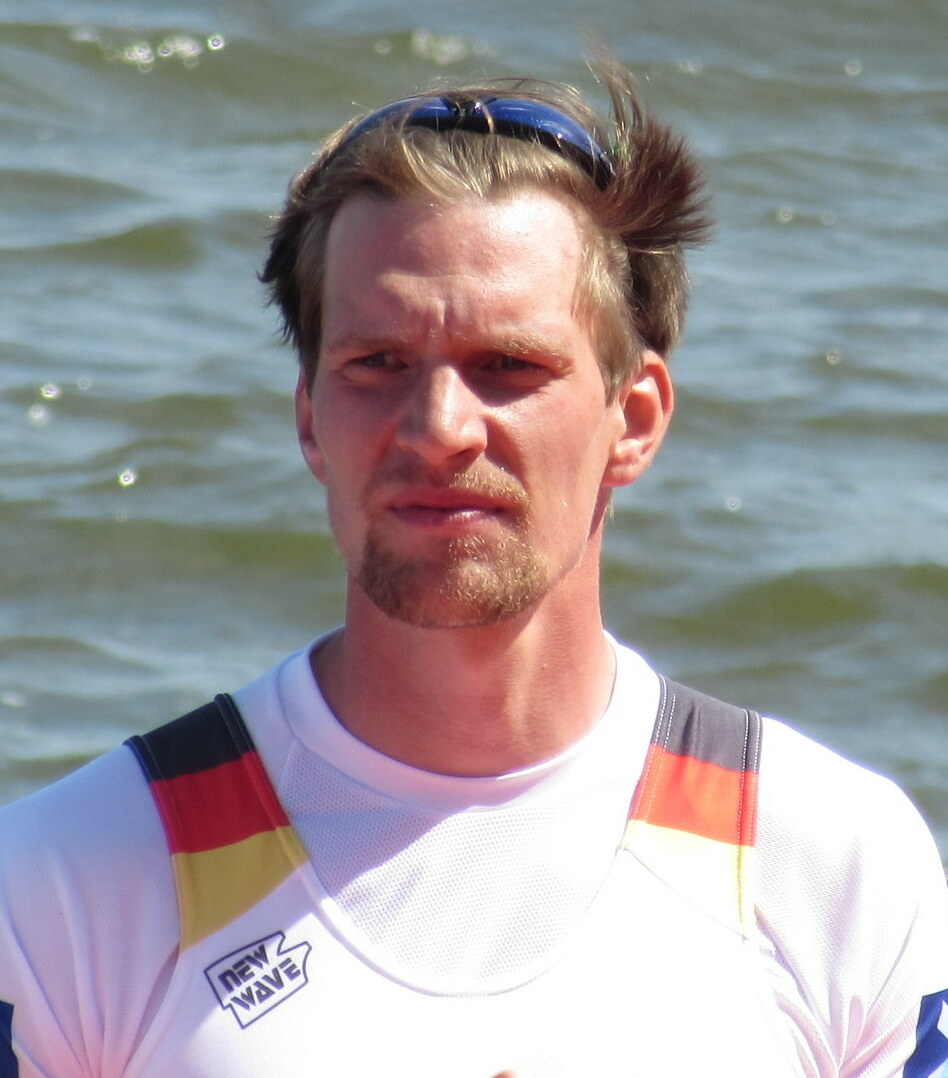
Maximilian Munski bei den Europameisterschaften 2016

Bei den ersten Weltmeisterschaften 1962 in Luzern gewannen Gerd Wolter und Dagobert Thometschek zusammen mit zwei Kielern den Titel im Vierer ohne Steuermann. Beide wurden später auch Europameister. Als Thometschek 1965 den Europameistertitel mit dem Deutschland-Achter gewann, war der 14-jährige Peter Niehusen Steuermann des Bootes. Peter Niehusen wuchs zu einem Mann von 1,91 Metern heran und wurde selber erfolgreicher Ruderer mit zwei Bronzemedaillen bei Weltmeisterschaften. Bei den Olympischen Spielen 1976 in Montreal gewann er mit dem Vierer mit Steuermann die Bronzemedaille.
2004 wurde Peter Ording Weltmeister im Leichtgewichts-Einer. Ab 2010 war Maximilian Munski der erfolgreichste Sportler der Ruder-Gesellschaft. Er erruderte eine olympische Silbermedaille 2016 in Rio de Janeiro, war Weltmeisterschaftszweiter 2013 und 2015 sowie Europameister 2013, 2015 und 2016.
2017 erruderte Finn Schröder Bronze im Zweier mit Steuermann bei den Weltmeisterschaften in Sarasota. Larina Hillemann war Steuerfrau des Frauenachters, der bei den Europameisterschaften 2020 Silber gewann. Alissa Buhrmann gewann im Achter bei den U23-Weltmeisterschaften 2021 die Bronzemedaille.

## Kinderrudern
Im Kinderrudern ist die Lübecker Rudergesellschaft regelmäßig sehr erfolgreich. Die Kinderruderer werden von qualifizierten Trainern oft auf Regatten (Bootsrennwettkämpfe) begleitet und angefeuert. Durch viele Partner, Sponsors und Stiftungen, die die LRG finanziell so wie materiell unterstützen, ist es den Kindern ermöglicht regelmäßig an großen Wettkämpfen teilzunehmen, wie zum Beispiel am Bundeswettbewerb, der 2025 in München stattfand. Dort erruderten sich die Sportler gleich mehrere Medaillen, oft in verschiedenen Finals.